# جش أباي
جش أباي هي مدينة تقع في غرب وسط إثيوبيا. في منطقة جوجام ميراب (الغربية) في أمهرة، وهي المركز الإداري لمقاطعة ساكيلا. سميت المدينة على اسم جبل جش القريب ونهر أباي (النيل الأزرق) الذي ينبع من سفوح الجبل.